# Bernhard Schapiro
Bernhard Schapiro (Daugavpils, 1 mei 1882 - Jeruzalem, 31 december 1966) was een arts, endocrinoloog en androloog. Zijn onderzoeken op gebied van hormoonbehandelingen en impotentie hebben nog invloed op huidige behandelingen. Hij was daarnaast ook een zionist en stierf in Jeruzalem. 

## Vroege leven
Schapiro werd in Letland geboren, in Daugavpils, een stad die toen een Joodse enclave was. De helft van de bewoners was Joods en ook de familie Schapiro was orthodox joods. Hij zou naar een jesjiva gestuurd worden door zijn ouders om de Talmoed goed te leren kennen. De meeste jongens die naar een jesjiva werden gestuurd in deze omgeving, werden geacht rabbijn te worden. Schapiro  wilde echter op zijn 18e stoppen om met een medicijnenstudie te starten. Zijn ouders verboden hem dit in eerste instantie, omdat ze bang waren dat zijn geloof zou verwateren in deze wereldlijke omgeving. Joseph Rozin, de rabbijn van zijn ouders, bepleitte echter zijn zaak, waarna hij medicijnen ging studeren.
In eerste instantie ging Schapiro studeren in Frankfurt am Main, waar hij zelf ook Talmoedonderwijs gaf en snel Duits leerde (hij sprak al het erop gelijkende Jiddisch). Tussen 1913 en 1919 studeerde hij in Zürich. Hierdoor verkreeg hij het Zwitsers staatsburgerschap en hoefde hij in de Eerste Wereldoorlog niet aan Duitse zijde mee te vechten. In 1920 zou hij hier ook promoveren, nadat hij een jaar in Breslau gewerkt had op een dermatologieafdeling. Hier keerde hij naar zijn promotie weer terug, om bij Josef Jadassohn, een dermatoloog, in de leer te gaan. In deze periode ontmoette hij ook de orthodox joodse Thecla Feuchtwanger (1898-1990), met wie hij in 1922 zou trouwen. Uit het huwelijk werden vier kinderen geboren. Mogelijk was het huwelijk de reden dat Schapiro een andere betrekking zocht; bij Jaddassohn verdiende hij niet veel.

## Werk bij hetInstituut für Sexualwissenschaft
In 1922 belandde hij dan ook bij het Instituut, waar hij zich bezig hield met een breed pallet aan onderzoek en geneeskunde. Zo publiceerde hij op het gebied van psychotherapie, dermatologie, urologie, venerische ziekten en endocrinologie. Zijn onderzoek heeft ook heden ten dage nog invloed op de op transmensen toegepaste hormoonbehandelingen. Ook hadden de experimenten die hij en Magnus Hirschfeld samen uitvoerden, grote impact op de behandeling van mannelijke impotentie door middel van hormonen. Hirschfeld zou later in zijn testament schrijven dat het instituut voortgezet diende te worden door Schapiro na zijn dood, in samenwerking met Ludwig Levy-Lenz en Felix Abraham. Tijdens zijn lezingentour (die hij vanaf 1930 in het buitenland aanving, hij zou nooit terugkeren) had Hirschfeld de medische leiding over het Instituut al bij Schapiro belegd. Na de verwoesting van het Instituut tijdens de boekverbranding in nazi-Duitsland, was hier voor hem desondanks geen opdracht meer.

## Latere leven
In 1933 besloot Schapiro daarom naar Zwitserland te vertrekken. Hij vertrok in 1940, terwijl de situatie steeds precairder werd, naar New York, op aanraden van Eugen Steinach en Lavoslav Ružička, met wie hij contacten had. Hier bouwde hij een nieuwe praktijk op. hoewel hij op het moment van zijn verhuizing het Engels niet machtig was. De praktijk, die veel orthodoxe Joden aantrok, werd een succes. Na de oprichting van Israël besloten hij en zijn vrouw in 1951 daar te gaan wonen. Hij was op dat moment al lange tijd zionist. Hij zou hier ook werk krijgen in twee verschillende ziekenhuizen, waar hij ook een afdeling endocrinologie op mocht richten en leiden. Hij stierf op Oudejaarsavond van 1966, toen hij op 78-jarige leeftijd plots dood ten aarde stortte. Hij ligt begraven in Jerusalem.